# Naturlehrpfad längs der Ruhr

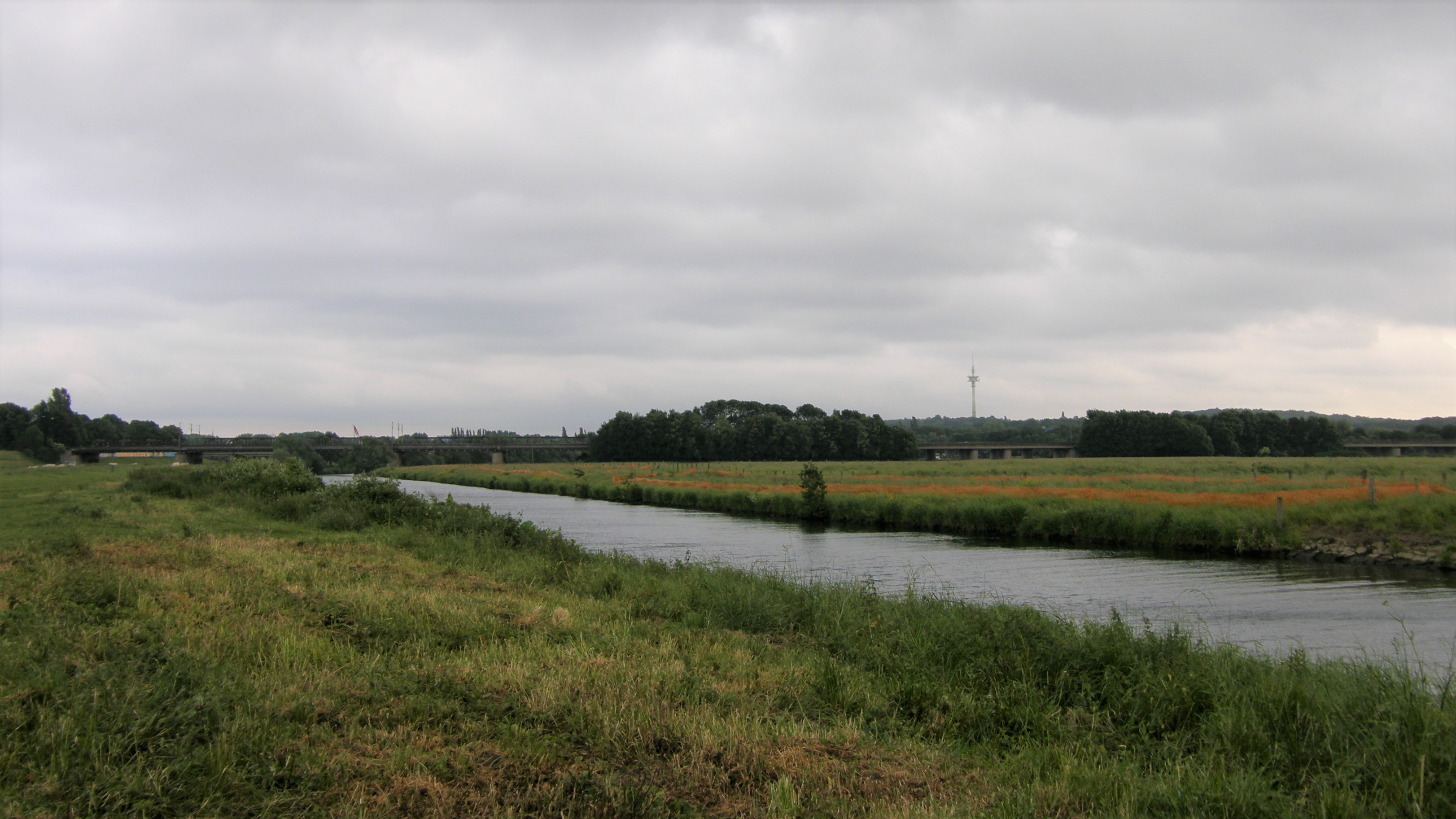
Typisches Bild der Ruhraue

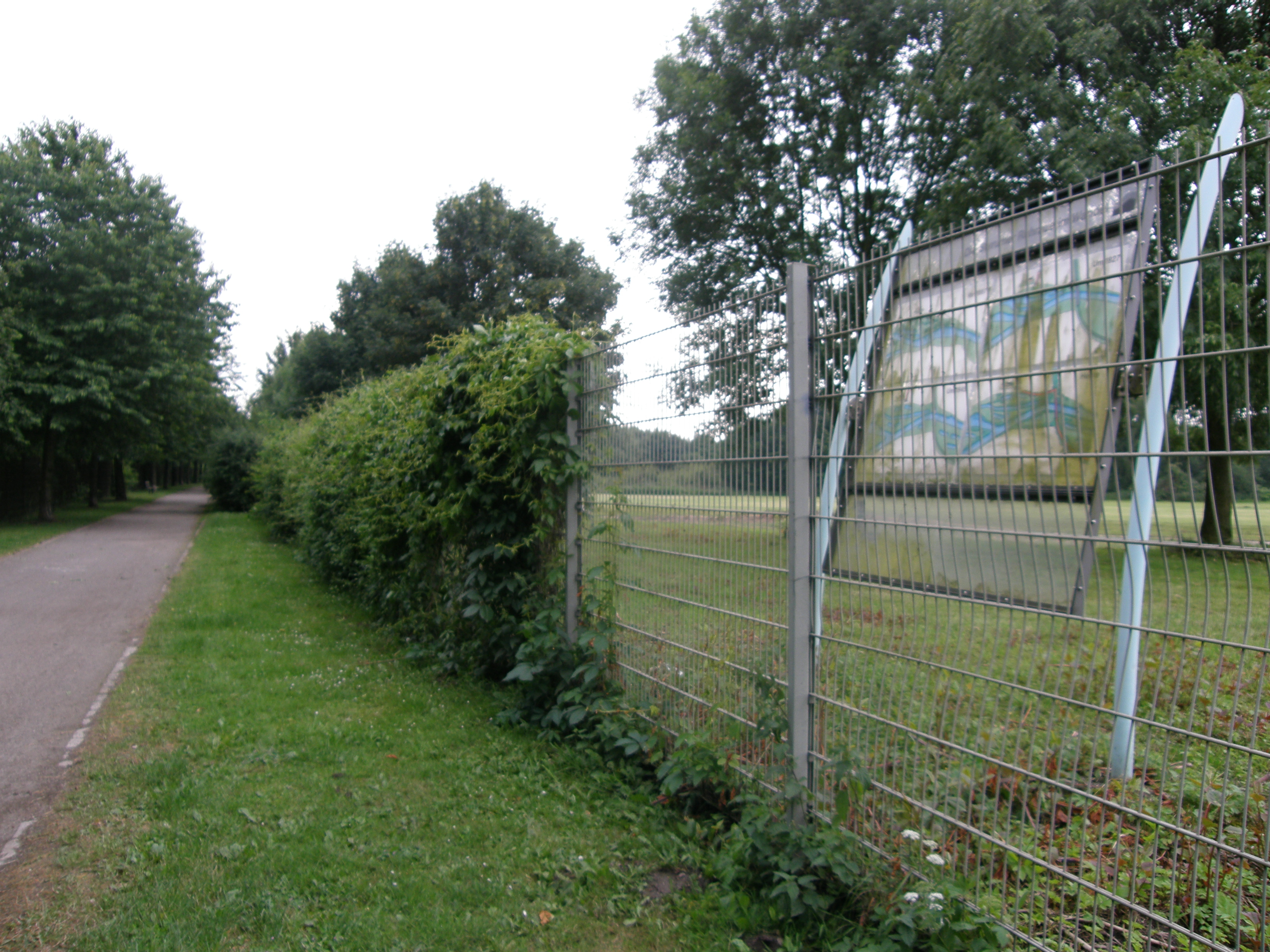
Beginn des Pfades, rechts eines der inzwischen verwitterten Schilder

Der Naturlehrpfad längs der Ruhr ist ein Wander- und Erlebnisweg auf Mülheimer Stadtgebiet. 
Der Lehrpfad führt vom Aquarius-Wassermuseum durch die Natur- und Brückenlandschaft Ruhraue und entlang der Ruhr bis zum Haus Ruhrnatur. Dabei wird die Ruhr auf einem zum Rad- und Wanderweg zurückgebauten Streckenabschnitt der Unteren Ruhrtalbahn (sogenannte „Blaue Brücke“ 51° 26′ 17,8″ N, 6° 51′ 49,7″ O) überquert. 
Weite Teile der Ruhraue sind wegen der Trinkwassererzeugung durch Uferfiltrat eingezäunt und können nicht begangen werden. Dies führt allerdings auch dazu, dass die Fauna und Flora dort weitgehend ungestört bleiben. Speziell Feuchtbiotope wurden künstlich angelegt und dann der Natur überlassen, sie können teilweise vom Wegesrand aus eingesehen werden. Andere Teile des Geländes werden landwirtschaftlich genutzt, meist als Weidegrund für Rinder und sind ebenfalls nicht begehbar.
Der Lehrpfad ist mit 17 Informationstafeln ausgestattet. Sowohl das Aquarius-Wassermuseum als auch das Haus Ruhrnatur bieten Exkursionen auf dem Naturlehrpfad an. 
Finanziert wurde er von der Rheinisch-Westfälischen Wasserwerksgesellschaft, die auch Träger der beiden Museen an den Endpunkten ist.
Bis Ende 2011 war der Lehrpfad eine Station in der Route der Industriekultur, Themenroute Geschichte und Gegenwart der Ruhr.